# 筒花开口箭
筒花开口箭（学名：Tupistra delavayi）是天门冬科开口箭属的植物，是中国的特有植物。分布在中国大陆的湖北、湖南、云南、四川、贵州等地，生长于海拔4,500米至5,000米的地区，一般生于灌丛中及杂木林下荫湿处，目前尚未由人工引种栽培。